# Commodore LCD
Commodore LCD – prototypowy laptop zaprojektowany przez firmę Commodore International pod kierownictwem Jeffa Portera w 1984 i po raz pierwszy pokazany publicznie w czasie branżowej konferencji CES w Las Vegas w 1985. Pomimo bardzo dobrych jak na ówczesne czasy danych technicznych i znakomitych recenzji prasowych, Commodore LCD nie wszedł do masowej produkcji.

## Historia
LCD nie był pierwszym przenośnym komputerem Commodore'a, palma pierwszeństwa w tym przypadku należy do Commodore SX-64. Jednak o ile z powodu swojej wielkości i wagi SX-64 (podobnie jak na przykład współczesny mu Compaq Portable) nie był prawdziwym laptopem, lecz raczej "nadającą się do przenoszenia z miejsca na miejsce" (transportable) wersją Commodore 64, LCD był prawdziwym laptopem, pozwalającym na używanie go "w biegu".
Decyzja o niewprowadzeniu tego komputera do produkcji seryjnej była jednym z wielu zagadkowych posunięć kierownictwa Commodore'a, które w końcu doprowadziły do upadku firmy (zobacz też Amiga 3000UX). Po pierwszych pokazach Commodore otrzymał zamówienia na przynajmniej 15 000 egzemplarzy tego komputera, ale jeden z menedżerów firmy Marshall Smith uznał po rozmowie z jednym z dyrektorów Tandy, że komputery tego typu "nie mają przyszłości" i polecił przerwać prace nad tym modelem (nieco później Tandy wprowadziło do sprzedaży całą serię notebooków Model 100, 102 i 200, które były wielkim sukcesem komercyjnym).

## Opis techniczny
Komputer używał procesora Rockwell 65C102 – niskonapięciowej wersji popularnego wówczas MOS 6502, wykonanej w technologii CMOS, taktowanej zegarem o częstotliwości 2 MHz (niektóre źródła podają 1 MHz). W porównaniu z 6502 procesor obsługiwał 8 dodatkowych instrukcji, a 10 instrukcji otrzymało nowe tryby adresowania.
Układ graficzny MOS 8653 generował "wirtualny" obraz o rozdzielczości 480×200 pikseli (80×40 znaków), który był wyświetlany na ekranie ciekłokrystalicznym o rozdzielczości 480×128 pikseli (80×16 znaków) – do przewijania ekranu służyły klawisze funkcyjne. Według ówczesnych doniesień prasowych, wyświetlacz ciekłokrystaliczny produkowany przez zakłady należące do Commodore'a (które jednak zostały sprzedane po skasowaniu projektu LCD) był jednym z najlepszych, jeżeli nie najlepszym, dostępnym wówczas ekranem tego typu. Na komputerze nie było portu pozwalającego na podłączenie go do zewnętrznego monitora, ale planowano zewnętrzny kartridż z takimi możliwościami.
LCD miał 96 KiB ROMu i 32 kB pamięci SRAM (zasilanej bateryjnie, której zawartość nie była tracona po wyłączeniu komputera). RAM mógł być rozszerzony o 96 kB (32 KiB wewnętrznie i 64 KiB zewnętrznie). Podobnie jak w przypadku innego komputera Commodore'a Plus/4 w ROMie umieszczono szereg programów użytkowych – edytor tekstu, arkusz kalkulacyjny, kalkulator, notatnik, terminal, monitor, menedżer plików i książkę adresową. Wszystkie programy były ze sobą zintegrowane, można na przykład było otworzyć na podzielonym ekranie procesor tekstu i arkusz kalkulacyjny i kopiować informacje pomiędzy tymi programami. LCD miał także wbudowany BASIC 3.6, w większości kompatybilny (z wyjątkiem instrukcji graficznych i dźwiękowych) z BASIC-iem 7 C128. Posiadał niestandardową klawiaturę z 72 przyciskami w układzie QWERTY i 8 klawiszy funkcyjnych.
Komputer został wyposażony w pełny zakres portów zewnętrznych i interfejsów – RS-232, Centronics, port szeregowy Commodore'a (IEC), interfejs do kartridżów (fizycznie identyczny z interfejsem C64, ale z nim niekompatybilny) i interfejs do skanera kodów kreskowych. Posiadał także wewnętrzny modem o szybkości 300 bodów. LCD nie zawierał wbudowanej pamięci masowej, ale ponieważ pamięć RAM była podtrzymywana bateryjnie nie traciła zawartości po wyłączeniu komputera. Port IEC pozwalał na wykorzystanie wszystkich standardowych urządzeń peryferyjnych Commodore'a (jak np. stacje dysków), wyprodukowano także prototypową wersję Commodore 1561 zasilaną bateryjnie.
Specjalnie z myślą o LCD zaprojektowano także przenośną drukarkę termiczną (także na baterie), ważącą zaledwie 3 funty (mniej niż 1,5 kg) o wymiarach 11,7×2,5×4,5 cala (29,5×6,5×11,5 cm).
Do zasilania LCD służyły 4 baterie 1,5 V lub zewnętrzny zasilacz. Komputer ważył jedynie pięć funtów (nieco ponad 2 kg, niektóre źródła podają 3,3 funta czyli 1,5 kg) i miał wymiary 2,18×11×11,17 cala (5,5×28×30 cm).